# Svensk skoldebatt

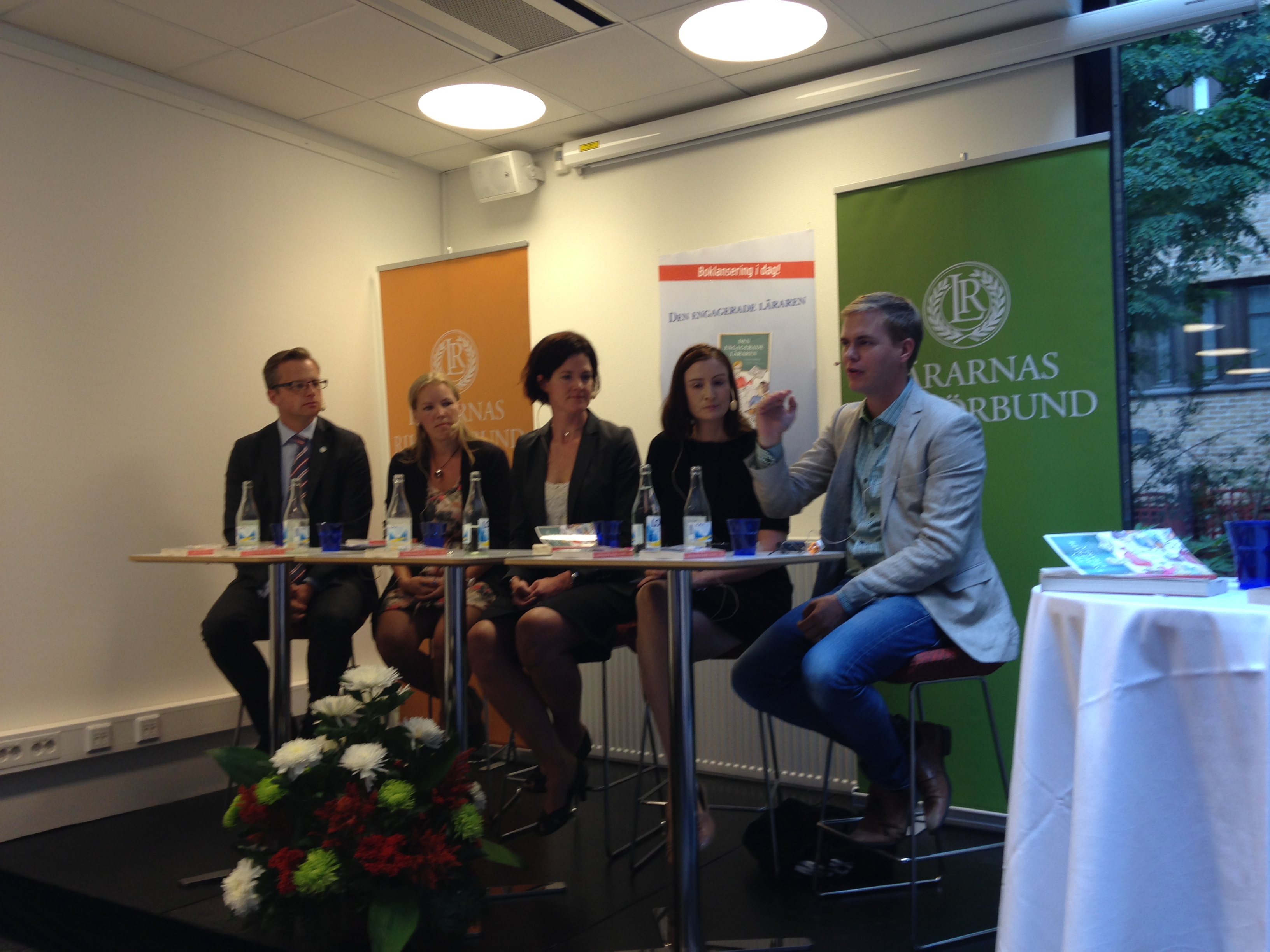
En svensk skoldebatt. Från vänster: Mikael Damberg, Emma Henriksson, Anna Kinberg Batra, Birgitta Ohlsson och Gustav Fridolin debatterar skolan i samband med utgivandet av boken "Den engagerade läraren" 2013

Den svenska skoldebatten är den offentliga diskussion som avhandlar skol- och utbildningsfrågor i Sverige. 

## Debatten i korthet
I den svenska skoldebatten finns dels en borgerligt orienterad skolpolitik och dels en rödgrönt orienterad skolpolitik. Den borgerliga sidan betonar betyg, läxor, katederundervisning, friskolor, lärlingssystem, entreprenörskap, spetsutbildning, lärarens och rekotorers auktoritet, motståndet till flumskola och yrkesinriktad utbildning. Den rödgröna sidan betonar vikten av mindre klasser (ökad lärartäthet), elevdemokrati, olika lärstilar samt vikten av satsningar på bredden. Särskilt Miljöpartiet har dock även samarbetat högerut i vissa skolfrågor, såsom friskolor och lärlingssystem, vilket gör att de inte oproblematiskt kan räknas till vänstersidan. Bland övriga profilfrågor inom skolpolitiken kan nämnas att Folkpartiet, Lärarnas Riksförbund och Sverigedemokraterna förespråkar ett återförstatligande av skolan, att Vänsterpartiet är kritiskt till såväl läxor som friskolor. Moderaterna förespråkar en "kunskapsskola" och en stärkt rektorsroll, att Centerpartiet argumenterar för entreprenörskap, att Kristdemokraterna betonar etik, värdegrund och arbetsro samt att Socialdemokraterna vill satsa på Komvux och högskolan. Under senare år har debatten handlat mycket den nya skollagen (SFS 2010:800), vilken bland annat ställer krav på lärarlegitimation och en stärkt rektorsroll. Höjd lärarlön är ett krav som lärarnas fackföreningar driver. Kravet har vunnit gehör hos flera politiska partier. Andra ämnen i debatten är förskolan, IT och sociala medier, skolorganisation, elevhälsa och skolmat. Parallellt finns också en didaktisk debatt med utgångspunkt i skolpolitisk, pedagogisk forskning och forskning på den mänskliga hjärnan.

## Historisk översikt
För en översikt över skolväsendets framväxt över längre tid se Utbildning i Sverige.

### 1930-1960
Under 1930-talet och 1940-talet präglade frågor om uppfostran skoldebatten. Skiljelinjen gick mellan de som förespråkade en auktoritär barnuppfostran och de som föredrog en friare fostran. Alva Myrdal betraktade samarbete som ett nyckelbegrepp. Den allmänna framstegsandan och teknikoptimismen som präglade 1940- och 1950-talen hade också stor betydelse. Uttrycket "automationsåldern" blev vanligt och det fanns också en tro på att vetenskapen, främst pedagogik och psykologi, skulle kunna bidra till skolans förbättring. Det fanns också en idé om att alla borde få en chans att nå så långt som möjligt utan att ekonomisk eller social bakgrund spelade roll. Ett stort problem var att det fanns för få platser i realskolan och gymnasiet, vilket gjorde utbildning till en klassfråga. Detta samt att arbetsmarknaden växte medförde att alla partier var överens om att en skolreform var nödvändig. Ett antal utredningar gjordes, vilka ledde fram till beslut om en enhetsskola med nioårig skolplikt och därutöver en gymnasieskola som ersatte systemet med folkskola och yrkesskola, realskola eller flickskola. I samband med dessa reformer avskaffades studentexamen.. Under 1940- och 1950-talen ägde dessutom en viktig förskjutning rum, vilken märks i de stora skolutredningarna. Målet att fostra en "demokratisk människa" tonades ner och målet att förbereda eleverna för ett samhälle och en arbetsmarknad i förändring prioriterades. Torsten Husén, den mest inflytelserike skoldebattören, menade dock att skolan också borde främja goda fritidsvanor och att skolan hade en integrerande effekt genom att den skapade gemensamma referensramar.

### 1960-1980

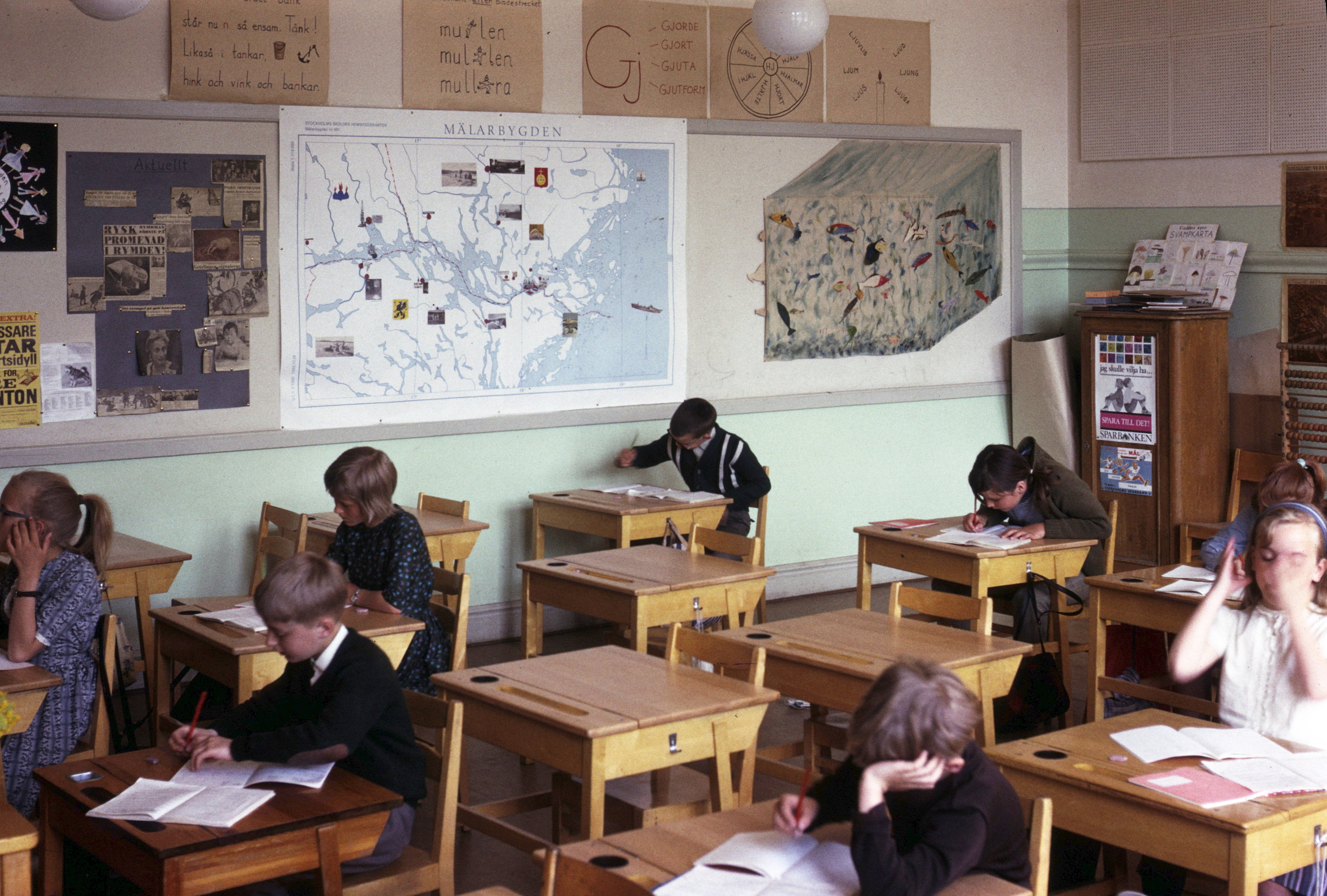
En typisk svensk grundskola 1965

I perioden ersattes enhetsskolan med grundskolan. Det skedde successivt från 1962. En orsak var brister i det dåvarande skolsystemet, en annan var betydelsen av likvärdig utbildning. Även gymnasiet förändrades. Ett tema under 1960- och 1970-talets debatt, som präglades av vänstervindar och kritik mot auktoriteter, var att skolan borde vara skapande och engagerande. Dessa tankar vävdes samman med andra emancipatoriska och pedagogiska idéer från John Dewey, Paulo Freire och Ivan Illich. Dewey betonade vikten av att utgå från barnens behov och att utbildning både bör syfta till yrkesmässig kompetens och medborgerlig kompetens. Han är också känd för uttrycket "learning by doing". Freire föreslog en "frigörande" pedagogik där eleven betraktades som medskapare av kunskap. Illich ville riva skolans murar och öppna den för det omgivande samhället. Generellt fanns en vision om en skola där eleven sattes i centrum, med mer elevansvar och mer självständigt arbete. En reaktion mot dessa trender och visioner var den så kallade kunskapsrörelsen, Kunskap i skolan, som anfördes av en grupp socialdemokrater. Under debatten kom begreppen flumskola och pluggskola att polemiskt ställas mot varandra. Skillnaden ansågs vara att flumskolan betonar personlighetsutveckling på bekostnad av inlärning (och motsatsen för pluggskola). Debatten ledde till frågor om kvalitet i lärandet och det hela kulminerade i den nya läroplanen Lpo 94, som präglas av ett nytt förhållningssätt till kunskapsbegreppet. Allmänt sett rådde utbildningsoptimism under den här perioden eftersom det ansågs löna sig med utbildning. Betygsdebatten var livlig, inte minst efter att betygen avskaffades i grundskolan 1970 (utom i årskurs 3 och 6). Debatten om SO-ämnet som förts sedan 1960-talet landade 1980 i beslutet att det skulle vara ett helintegrerat ämne - vilket Kunskapsrörelsen hade motsatt sig. Runt 1980, då Britt Mogård (M) var skolminister, tillsattes även en arbetsgrupp för normbildning och normöverföring i skolan. Gruppen, som bestod av forskare och praktiker, var eniga om att skolan hade ett fostringsansvar.

### 1980-2000
Utbildningsminister Bengt Göransson gjorde under 1980-talet en matematiksatsning och införde bland annat matematikbiennalerna. Efter honom kom Göran Persson, också socialdemokrat, som var med och drev igenom kommunaliseringen 1989. Inför det beslutet framhöll Persson ett antal faktorer, som skulle garantera skolans likvärdighet för alla elever: en tydlig läroplan, en lärarutbildning likvärdig över hela landet, specialutformade statsbidrag utformade efter skolans behov, centralt bestämda behörighetsregler och centraliserad meritvärdering. 1980-talets ökade arbetslöshet ledde till en legitimitetskris för skolan då det blev uppenbart att vidare studier inte garanterade framgång på arbetsmarknaden. I början av 1990-talet drabbades Sverige av en djup finanskris och som en av konsekvenserna bantades även skolutgifterna, vilket gick ut över lärartätheten. Parallellt med dessa ekonomiska problem genomfördes en rad stora reformer. Friskolereformen påbörjades av Carl Bildts regering 1992; läro- och kursplaner ersattes av mål- och resultatstyrning; betygssystemet ändrades från relativt till absolut; gymnasiet blev treårigt; vuxenutbildningen fick resurser genom kunskapslyftet; barnomsorg och skolbarnomsorg fördes in i skolsektorn; förskoleklass som ny skolform infördes, en läroplan för förskolan infördes; lärarutbildningen förändrades, löneavtalen likaså, och slutligen en stor satsning på IT och kompetensutveckling. Reformerna i kombination med arbetsmarknadsläget innebar att antalet elever i skolsektorn ökade drastiskt och att så mycket som 40 procent av befolkningen som helhet (inklusive vuxna) kunde definieras som varande "i utbildning" i slutet av 1990-talet.

### Efter år 2000

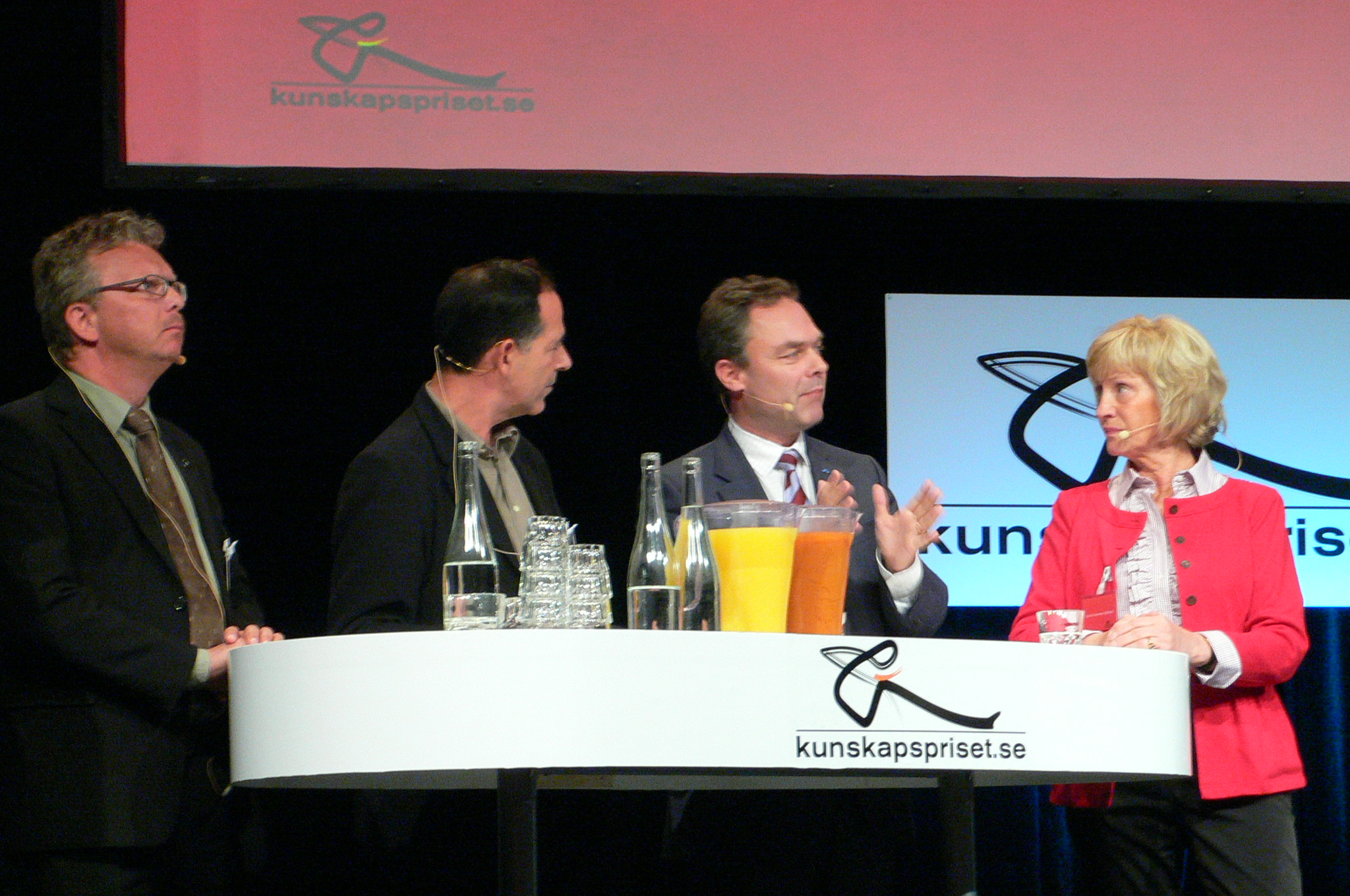
En paneldiskussion under Kunskapens dag, 2008-09-07, i Stockholm. Från vänster: Thomas Persson (Stockholm stads utbildningsförvaltning), Stavros Louca (lärare från TV-serien Klass 9 A), Jan Björklund (utbildningsminister) och Gunilla Hammar-Säfström (lärare från TV-serien Klass 9 A)

Den skolpolitiske debattör som haft störst inflytande i Sverige under 2000- och 2010-talet är utan tvekan Jan Björklund, Folkpartiet (nuvarande Liberalerna). Björklund vände sig mot det han kallar för en "socialdemokratisk flumskola" och framhöll vikten av betyg, prov, ordning och disciplin, men också att lärarnas uppgift är att förmedla kunskap. Björklund var i debatterna också kritisk till en långt driven elevdemokrati och förespråkade mer av klassisk katederundervisning.
Reaktioner på Björklunds idéer om skolan har framförallt varit av två slag. Dels finns dem som i grunden håller med och dels finns dem som inte alls håller med. I grova drag är det borgerliga debattörer som håller med och vänsterorienterade debattörer som är kritiska. Under 2000-talet och 2010-talet har också den nya skollagen, PISA-studien, lärarlöner och kommunaliseringen diskuterats intensivt. PISA-studien visar bland annat att Sverige har halkat efter i matematik och naturvetenskap sedan 1995. Den trenden tror Björklund vänder genom mer matematik i lärarutbildningen. Rossana Dinamarca (V) menar dock att det snarare är speciallärare i matematik som behövs, inte allmänna grundskollärare.. De två representerar också tydliga motpoler i andra frågor, exempelvis gällande synen på kunskap, betyg, läxor, kommunalisering och behovet av disciplinära reformer. Tillsammans med representanter för Socialdemokraterna och Miljöpartiet förespråkar hon mindre klasser i skolan, liksom i förskolan, och en satsning på Komvux. De rödgröna partierna kritiserar också friskolornas vinster. Lärarnas Riksförbunds kampanj "10.000 mer", syftande på höjda ingångslöner med 10 000 kr, har under 2010 och 2011 fått stor uppmärksamhet. Riksdagspartierna har generellt ställt sig bakom höjda lärarlöner utom Kristdemokraterna som föredrar reformer som gynnar barnfamiljer och pensionärer. Den nya skollagen som införs 2011/2012 innehåller ett flertal förändringar, bland annat ett nytt betygssystem med sex steg (A-F).

## Allmänna trender som påverkar debatten
Skolans och lärarrollens förändring sedan 1930-, 1940- och 1950-talen hänger ihop med den allmänna samhällsandan, och inte minst hur synen på auktoriteter förändrats. I början och mitten av 1900-talet hade läraren en större formell auktoritet, i kraft av att han eller hon var lärare helt enkelt. Men också för att dåtidens lärare hade mer bestraffningsinstrument. Dagens lärare måste i ökad utsträckning bygga sin auktoritet på annat än sin lärarstatus, främst personliga egenskaper (såsom karisma och självförtroende), hur de möter eleverna, ämneskunnighet och hur de sköter yrket. Parallellt med den minskade formella auktoriteten för lärare (och vuxna i allmänhet) har barnens och elevernas status ökat, så att de blivit mer jämbördiga med läraren (den vuxne). Detta har i sin tur lett till att distansen mellan lärare och elever minskat liksom till en diskussion om skillnaden mellan att "vara auktoritär och att vara en auktoritet". Parallellt med detta har demokratimålet uppvärderats. Ett mål som Myndigheten för Skolutveckling sammanfattar som: 1) Kunskap om demokrati, 2) Demokratiskt arbetssätt, 3) Arbete med demokratiska värderingar, 4) Motarbetande av kränkande värderingar. Olika lärare har hanterat dessa förändringar på olika sätt. Generellt sett är undervisningsmetoderna idag väsentligt annorlunda än vid mitten av seklet. Men det finns också tendenser till "motstånd", där seden att låta eleverna stå i kö och ta läraren i hand innan de går in i klassrummet nämnts som ett exempel.

## Ett urval av debatter
- Björklund vs Wetterstrand i Agenda 2010. Björklund menar att Sverige prövat "rödgrön" skolpolitik i 30-40 år och att det i väsentliga avseenden inte lyckats. Han framhåller också vikten av tidigare betyg, mer plugg och disciplin, detta för att Sverige inte skall halka efter som kunskapsnation. Wetterstrand ser detta som en alltför enkelspårig politik. Hennes vision är istället en skola som är förankrad i den pedagogiska forskningen och kännetecknas av kreativitet och dialog.[24]

- Partiledarna i skoldebatt inför valet 2010 Fredrik Reinfeldt förespråkade lärlingsutbildning, yrkesutbildning och fler betygssteg, men var kritisk till komvux direkt efter gymnasiet. Mona Sahlin menade tvärtom att fler, inte färre, borde få möjlighet att läsa upp via Komvux. Björklund talade om nationella prov, skolk i betyget och vikten av föräldrar i skolan. Ohly kritiserade bantningen av antalet lärare. Göran Hägglund sade nej till betyg i ordning och uppförande, men var kritisk till burka i skolan. Maria Wetterstrand kritiserade fokuset på disciplinära åtgärder. Annat som togs upp var det fria skolvalet, segregationen, likvärdighet, friskolevinster och problemet med obehöriga lärare.[25][26][27]

## Begrepp och paroller
Livslångt lärande. Begreppet förekommer flitigt i debatten och associeras även med begreppet "folkbildning". Det bygger i grunden på två principer. Dels att lärandet fortgår under hela livet, dels att lärandet inte enbart (eller kanske ens främst) sker inom ramen för formell utbildning. Principerna kan tolkas som ett uttryck för faktiska förhållanden. Men de kan även ses som ett uttryck för ett bildningsideal eller en utbildningsideologi, vilken bör vägleda utbildningspolitiska reformer. Den senare tolkningen aktualiserar en rad kontroversiella frågor och klassiska utbildningspolitiska motsättningar. Många menar också att begreppets innebörd har förskjutits sedan det introducerades av Unesco i slutet av 1960-talet.
PISA (Program for International Student Assessment) är en av flera internationella studier som jämför och rankar elever från olika länder i olika skolämnen. PISA-studierna refereras ofta i debatten och PISA har därför kommit att bli ett centralt skolpolitiskt begrepp i sig självt. Undersökningarna visar att svenska elever har halkat efter jämfört med andra OECD-länder i matematik, naturvetenskap och läsförståelse. PISA har dock kritiserats, bland annat för att fokuset ligger på nyttoorienterad och arbetslivsanpassad kunskap snarare än medborgerlig kompetens.

## Externa sidor
- Nättidningen Skola och samhälle